# Герб Куньинского района
Герб муниципального образования «Ку́ньинский райо́н» Псковской области Российской Федерации.
Герб утверждён решением Собрания депутатов Куньинского района № 7 от 3 октября 2002 года.
Герб внесён в Государственный геральдический регистр Российской Федерации под регистрационным номером 1120.

## Описание герба
«В зелёном поле золотая стоящая обернувшаяся куница над лазоревой (синей, голубой) оконечностью, обременённой обращённым вниз вписанным золотым луком, тетива которого примыкает к краю оконечности».
Герб может воспроизводиться в двух равнодопустимых версиях: без вольной части; с левой вольной частью — четырёхугольником, примыкающим изнутри к левому верхнему краю герба Куньинского района с воспроизведёнными в нём фигурами герба Псковской области. Версия герба с вольной частью применяется после внесения герба Псковской области в Государственный геральдический регистр Российской Федерации и соответствующего законодательного закрепления порядка включения в гербы муниципальных образований Псковской области вольной части с изображением герба Псковской области.

## Обоснование символики
Главной фигурой герба муниципального образования «Куньинский район» является куница, давшая название реке Кунья, а впоследствии и посёлку Кунья, тем самым делая герб «гласным».
Куница, как ценный объект пушного промысла и звероводства, одновременно символизирует богатство животного мира района.
Лук — одно из древнейших метательных орудий, аллегорически символизирует район, издавна славившийся охотой и означает, что территория Куньининского района расположена между городами Великие Луки и Торопец, в гербах которых есть луки.
Золото символизирует богатство, справедливость, уважение, великодушие.
Лазоревая оконечность показывает географическое расположение района на р. Кунья и означает большое количество озёр на территории района.
Синий цвет в геральдике — символ красоты, чести, славы, преданности, истины, добродетели.
Зелёное поле герба символизирует живописную природу района, сельскохозяйственные угодья и аллегорически показывает развитие сельского хозяйства и фермерства в Куньинском районе.
Зелёный цвет — символ плодородия, изобилия, жизни, возрождения и здоровья.
Герб района разработан при содействии Союза геральдистов России.
Авторы герба: идея герба — Вячеслав Макаренко (п. Кунья), Алексей Николаев (п. Кунья), Константин Мочёнов (Химки); обоснование символики — Галина Туник (Москва); художник — Роберт Маланичев (Москва); компьютерный дизайн — Юрий Коржик (Воронеж).